# Бива (инструмент)
Бива (琵琶) је традиционални јапански жичани инструмент, облика лауте кратког врата, богато декорисана орнаментима. Обично се користила за наративно певање и усмено преношење прича и митова. Бива је такође одабрани инструмент шинтоистичке богиње Бензајтен (богиња музике, елоквенције, поезије и образовања).
Тешко је тачно утврдити када је бива донесена у Јапан; неки научници тврде да води порекло још из Кофун периода (250-538 н.е.). Други опет сматрају да постоји могућност да је бива донесена током владавине цара Кинмеј, од стране слепих будистичких монаха познатих под именом мосо. Ови мосо монаси се спомињу и као извођачи на Кјушу-у током VII века, као и на царском двору током VIII века. Из ових записа се може закључити да је бива стигла у Јапан мало пре Нара периода (710-784) из династије Хан, где се звала пипа (琵琶). Убрзо постаје витални део гагаку тј. тогаку, музичког жанра и стила плесања са двора династије Танг. Током Едо периода се спомињу још и бива боши (琵琶法師) - бива монаси; будистички монаси који су зарађивали сталним путовањима по Јапану, рецитујући приче, историјске догађаје, легенде и митове уз хејкјоку (平曲) музику, свирану на биви.

## Врсте инструмента бива

### Класична бива
- Гагаку бива (雅楽琵琶) - велика и тешка бива са четири жице и орнаментима, коришћена искључиво за гагаку, названа још и гаку бива(楽琵琶); не користи се за пратњу певања за разлику од хејке биве.
- Гогенбива (五絃琵琶) - ова врста танг биве се користила и на јапанском и кинеском двору у оквиру гагаку, с тим што је нестала из употребе након стандардизације царског оркестра током касног X века. Не треба је помешати са веома сличном петожичаном и модерном варијантом биве - чикузен бива.
- Мосо бива (盲僧琵琶) - садржи четири жице, и коришћена је за свирање будистичких мантри и песама. такође личи на чикузен биву, само што има уже тело.

### Средњовековна бива
- Хејке бива (平家琵琶) - има четири жице и користила се за певање Хејке моногатари.
- Сацума бива (薩摩琵琶) - има четири жице и потиче из области Сацума (префектура Кагошима) на Кјушу. Модерне биве за савремене композиције неретко имају и дупле жице.

### Модерна бива
- Чикузен бива (筑前琵琶) - садржи четири или пет жица и постје популарна захваљујући Тачибана Сатосада, током Меиџи периода.
- Нишики бива (錦琵琶) - садржи пет жица и постје популарна захваљујући Сујто Кинџо.

### Музички правци
- Хогаку (邦楽) - је традиционална јапанска музика, и обично се односи на музику од XVII до XIX века уз честу пратњу вокала.
- Гагаку (雅楽) - је јапанска царска музика или елегантна музика и односи се на музику пренесену из Кине и Кореје у Јапан током VI и VII века, свирану на царском двору, храмовима и светилиштима; дели се на стару музику (пре династије Танг) и нову музику (после династије Танг). Стара и нова музика се даље деле на музику левице (左楽 - Танг порекла) и музику деснице (右楽 - корејског порекла).
- Шомјо (声明) - будистичко појање, обично извођено од стране мушког хора од почетка IX века.